# Grande Prêmio da França de 1950
Resultados do Grande Prêmio da França de Fórmula 1 realizado em Reims-Gueux em 2 de julho de 1950. Sexta etapa do campeonato, foi vencido pelo argentino Juan Manuel Fangio, que subiu ao pódio junto a Luigi Fagioli numa dobradinha da Alfa Romeo, com Peter Whitehead em terceiro pela Ferrari.

## Resumo
Embora tenha inscrito seus bólidos previamente, foi a primeira vez em sua história que a Ferrari não participou de uma corrida de Fórmula 1. No caso em tela o terceiro lugar de Peter Whitehead foi conquistado a bordo de um carro pertencente ao piloto, não ao time italiano.
Primeira corrida da história da Fórmula 1 em que os pilotos que subiram ao pódio comemoraram com o histórico banho de champanhe.

## Classificação da prova

### Treino classificatório
| Pos. | Nº | Piloto                | Construtor         | Tempo  | Diferença |
| ---- | -- | --------------------- | ------------------ | ------ | --------- |
| 1    | 10 | Juan Manuel Fangio    | Alfa Romeo         | 2:30.6 |           |
| 2    | 2  | Giuseppe Farina       | Alfa Romeo         | 2:32.5 | + 1.9     |
| 3    | 12 | Luigi Fagioli         | Alfa Romeo         | 2:34.7 | + 4.1     |
| 4    | 16 | Philippe Étancelin    | Talbot-Lago-Talbot | 2:39.0 | + 8.4     |
| 5    | 18 | Yves Giraud-Cabantous | Talbot-Lago-Talbot | 2:42.7 | + 12.1    |
| 6    | 14 | Louis Rosier          | Talbot-Lago-Talbot | 2:46.0 | + 15.4    |
| 7    | 28 | Franco Rol            | Maserati           | 2:46.7 | + 16.1    |
| 8    | 36 | José Froilán González | Maserati           | 2:48.0 | + 17.4    |
| 9    | 22 | Pierre Levegh         | Talbot-Lago-Talbot | 2:49.0 | + 18.4    |
| 10   | 40 | Felice Bonetto        | Maserati           | 2:51   | + 20.4    |
| 11   | 32 | Reg Parnell           | Maserati           | 2:54   | + 23.4    |
| 12   | 44 | Robert Manzon         | Simca-Gordini      | 2:55.5 | + 24.9    |
| 13   | 30 | Louis Chiron          | Maserati           | 2:55.9 | + 25.3    |
| 14   | 42 | Johnny Claes          | Talbot-Lago-Talbot | 2:57.4 | + 26.8    |
| 15   | 26 | Charles Pozzi         | Talbot-Lago-Talbot | 2:58.0 | + 27.4    |
| 16   | 12 | Raymond Sommer        | Talbot-Lago-Talbot | 2:59.3 | + 28.7    |
| 17   | 34 | David Hampshire       | Maserati           | 2:59.5 | + 28.9    |
| 18   | 14 | Peter Whitehead       | Ferrari            | 3:01.0 | + 30.4    |

### Corrida
| Pos.    | Nº | Piloto                            | Construtor         | Voltas | Tempo/Diferença      | Grid | Pontos |
| ------- | -- | --------------------------------- | ------------------ | ------ | -------------------- | ---- | ------ |
| 1       | 6  | Juan Manuel Fangio                | Alfa Romeo         | 64     | 2:57:52.8            | 1    | 9      |
| 2       | 4  | Luigi Fagioli                     | Alfa Romeo         | 64     | + 25.7               | 3    | 6      |
| 3       | 14 | Peter Whitehead                   | Ferrari            | 61     | + 3 voltas           | 18   | 4      |
| 4       | 44 | Robert Manzon                     | Simca-Gordini      | 61     | + 3 voltas           | 12   | 3      |
| 5       | 16 | Philippe Étancelin Eugène Chaboud | Talbot-Lago-Talbot | 59     | + 5 voltas           | 4    | 1      |
| 6       | 26 | Charles Pozzi Louis Rosier        | Talbot-Lago-Talbot | 56     | + 8 voltas           | 15   |        |
| 7       | 2  | Giuseppe Farina                   | Alfa Romeo         | 55     | Bomba de combustível | 2    |        |
| 8       | 18 | Yves Giraud-Cabantous             | Talbot-Lago-Talbot | 52     | + 12 voltas          | 5    |        |
| Ret     | 22 | Pierre Levegh                     | Talbot-Lago-Talbot | 36     | Motor                | 9    |        |
| Ret     | 40 | Felice Bonetto                    | Maserati-Milano    | 14     | Motor                | 10   |        |
| Ret     | 42 | Johnny Claes                      | Talbot-Lago-Talbot | 11     | Superaquecimento     | 14   |        |
| Ret     | 20 | Louis Rosier                      | Talbot-Lago-Talbot | 10     | Superaquecimento     | 6    |        |
| Ret     | 32 | Reg Parnell                       | Maserati           | 9      | Motor                | 11   |        |
| Ret     | 28 | Franco Rol                        | Maserati           | 6      | Motor                | 7    |        |
| Ret     | 30 | Louis Chiron                      | Maserati           | 6      | Motor                | 13   |        |
| Ret     | 34 | David Hampshire                   | Maserati           | 5      | Motor                | 17   |        |
| Ret     | 12 | Raymond Sommer                    | Talbot-Lago-Talbot | 4      | Superaquecimento     | 16   |        |
| Ret     | 36 | José Froilán González             | Maserati           | 3      | Motor                | 8    |        |
| DNS     | 24 | Eugène Chaboud                    | Talbot-Lago-Talbot |        | Apenas treinou       |      |        |
| DNS     | 8  | Luigi Villoresi                   | Ferrari            |        | Retirou-se da prova  |      |        |
| DNS     | 10 | Alberto Ascari                    | Ferrari            |        | Retirou-se da prova  |      |        |
| Fontes: |    |                                   |                    |        |                      |      |        |